# 合作观测员项目

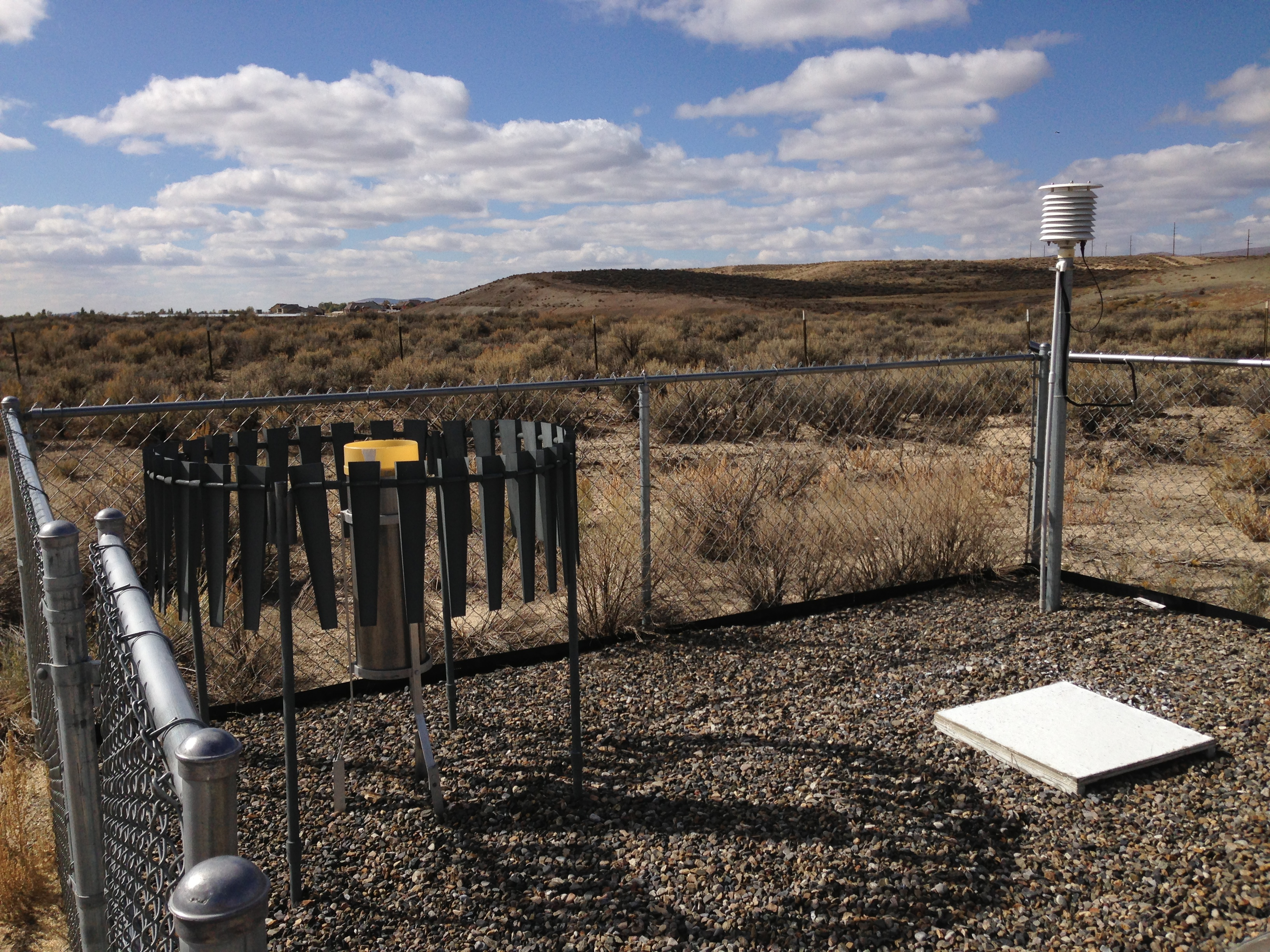
靠近美国内华达州埃尔科的一处合作观测员项目观测站点。该站点配有雨量计、温度计和雪水当量仪。

合作观测员项目（英語：Cooperative Observer Program）是美国一家由国家气象局和国家环境资讯中心联合运营的大众气象观测员组织。该组织来自全美五十个州及全部领地的近10,000名志愿者每日需至少回报多种天气状况，包括每日最高和最低气温、24小时降水（含降雪）总量，并通过观测员日志的备注记录一天中发生的重要天气事件。部分站点还会记录河流水位及海洋潮位。
每天的观测数据会通过电子方式或电话上报，而每月的观测日志则通过电子方式或邮寄提交。许多观测站都设在乡村地区，但该网络也包括大多数城市中心的长期观测站。观测地点包括农场、城乡地区、国家公园、海岸线和山顶。志愿者会接受当地国家气象局办公室的培训，并获得雨量计、雪水当量仪、温度计或其他仪器。数据首先由当地国家气象局办公室接收和分析，最终由国家环境资讯中心存储和分析，该中心还会对数据进行最终的质量检查。该项目始于1890年美国国会的一项法案，并由史密森尼学会建立的气象观测员网络发展而来。它曾是美国气候观测网络的主力，至今仍是提供特定地点长期观测的重要网络。
合作气象观测员网络主要依靠人工观测少数变量，并以每日汇总形式呈现，因此非连续（即实时）观测。由于这些限制及其他传感器的限制，以及为实现更密集的观测网络，美国自1990年代起开始采用自动气象站对合作观测员项目进行补充。国家气象局赞助的其他气象观测项目还包括公民天气观测员项目和雨雪及冰雹社区合作观测网等。合作观测员项目要早于大型地表天气观测站点并在随后发展为主要机场周围自动机场气象站的重要补充。